# Mastrus clausus
Mastrus clausus är en stekelart som beskrevs av Horstmann 1990. Mastrus clausus ingår i släktet Mastrus och familjen brokparasitsteklar. Inga underarter finns listade i Catalogue of Life.